# Bring On the Night
A Bring On the Night című album Sting brit popénekes 1986-ban megjelent koncertalbuma. A Bring On The Night című dal Sting szóló pályafutását megelőző együttesének, a The Police-nak Reggatta de Blanc című nagylemezéről származik. A dalok között van néhány Sting első szólóalbumáról, a The Dream of the Blue Turtlesről, van néhány a The Police-korszakból és van néhány ritkaság és B-oldalas szám. A turné során Sting számos prominens jazz-zenésszel dolgozott együtt, mint például a szaxofonos Branford Marsalis, A basszusgitáros Darryl Jones, a zongorista Kenny Kirkland és a dobos, Omar Hakim.
A Bring On The Night egyben egy 1985-ös dokumentumfilm is, amelyet Michael Apted rendezett és 2005-ben DVD formátumban is megjelent.

## Dallista
A-oldal
1. "Bring on the Night/When the World Is Running Down You Make the Best of What's Still Around" – 11:41
2. "Consider Me Gone" – 4:53
3. "Low Life" – 4:03
4. "We Work the Black Seam" – 6:55
5. "Driven to Tears" – 6:59
6. "Dream of the Blue Turtles/Demolition Man" – 6:08

B-oldal
1. "One World (Not Three)/Love Is the Seventh Wave" – 11:10
2. "Moon Over Bourbon Street" – 4:19
3. "I Burn for You" – 5:38
4. "Another Day" – 4:41
5. "Children's Crusade" – 5:22
6. "I Been Down So Long" (Alex Atkins, J. B. Lenoir) – 4:54
7. "Tea in the Sahara" – 6:25

## Helyezések
| Ország                                     | Helyezés |
| ------------------------------------------ | -------- |
| Amerika Top Pop Albumok lista              | -        |
| Egyesült Királyság album listája           | 16       |
| Svájc album listája                        | 11       |
| Ausztria album listája                     | 9        |
| Franciaország album listája                | -        |
| Hollandia album listája                    | -        |
| Belgium album listája                      | -        |
| Svédország album listája                   | 28       |
| Finnország album listája                   | -        |
| Norvégia album listája                     | 19       |
| Olaszország album listája                  | -        |
| Új-Zéland album listája                    | -        |
| Ausztrália Kent Music Report album listája | -        |

## Előadók
- Sting – gitár, vokál
- Darryl Jones – basszusgitár
- Branford Marsalis – szaxofon
- Kenny Kirkland – billentyűs hangszerek
- Omar Hakim – dobok
- Janice Pendarvis – háttérvokál
- Dolette Mc Donald – háttérvokál
- Denis O'Regan – fotó (CD-borító)